# Eugène Boch

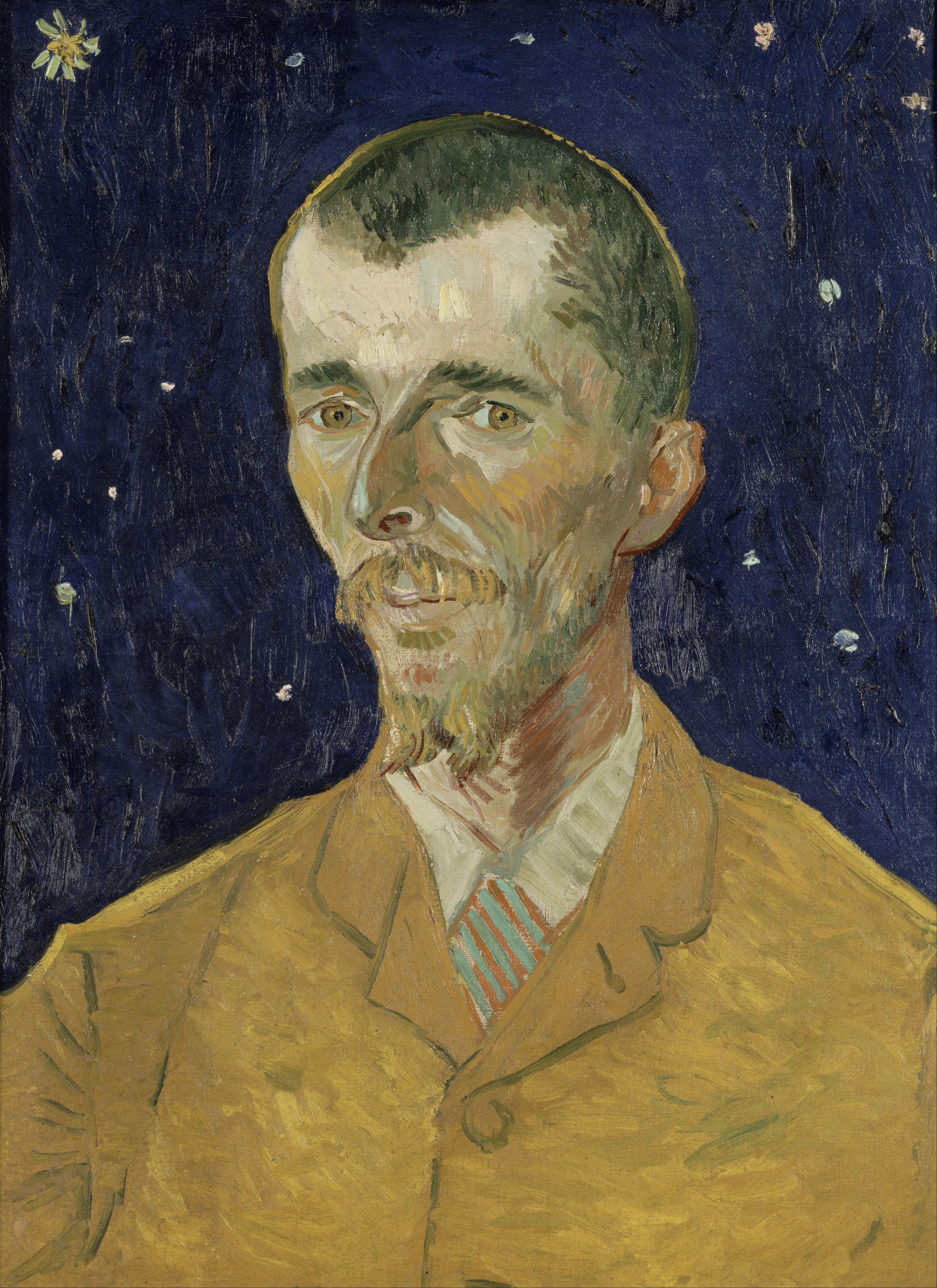
Vincent van Gogh: Porträt von Eugène Boch; Porträt eines Dichters, Öl auf Leinwand, 1888

Eugène Boch (* 1. September 1855 in Saint-Vaast-la-Hougue, Normandie; † 3. Januar 1941 in Monthyon, Département Seine-et-Marne) war ein französisch-belgischer Maler, Dichter und Gründungsmitglied der Künstlergruppe Les XX.

## Leben
Eugène Boch stammte aus einer wohlhabenden Industriellenfamilie, Inhaber der Firma Villeroy & Boch. Eugène war der jüngere Bruder der Malerin Anna Boch. Er hatte seit 1879 bei dem Pariser Salonmaler Léon Bonnat studiert und war dann, 1882, nach der Auflösung von Bonnats privater Lehrstätte, wie Henri de Toulouse-Lautrec, Louis Anquetin und andere Atelierkameraden zu Fernand Cormon übergewechselt. Von Cormon her war er auch mit John Peter Russell und über diesen mit Dodge MacKnight befreundet.
MacKnight war es auch, der Boch im April 1888 einlud, zu ihm nach Fontvieille bei Arles zu kommen. Boch reiste nach Fontvieille und lernte dann bei einem von MacKnights Besuchen in Arles Vincent van Gogh kennen. Die beginnende Freundschaft zu van Gogh war wohl mehr als nur eine jener flüchtigen Künstlerbekanntschaften, wie er sie aus Paris kannte und von denen eigentlich nur die mit Émile Bernard zu einer intensiveren Beziehung wurde.
Im Jahre 1891, nach dem Tod seines Freundes, erhielt Boch von Johanna van Gogh-Bonger das in Arles gemalte Porträt als Geschenk, das dann 1944 in den Louvre gelangte. Boch besaß noch zwei weitere Gemälde van Goghs aus der Phase von Saint-Rémy, von denen er eines gegen sein Gemälde Die Grube Crachet & Pecry eingetauscht hatte; das andere erwarb er offensichtlich später, vielleicht zusammen mit seiner Schwester Anna. Im Jahre 1892 ließ sich Boch in Monthyon (Seine-Marne), nicht weit von Paris, nieder. 1909 heiratete Eugène Boch in Monthyon Anne-Marie Léonie Crusfond († 1933).